# 简并半导体
。是杂质半导体的一种，它具有较高的掺杂浓度，因而它表现得更接近金属。

## 比較
- 退化態半導體(Degenerate semiconductors): 
  - 高摻雜
  - 高的電子或電洞濃度
  - 依循包立不相容原理(Pauli's exclusion principle)
- 非退化態半導體(Non degenerate semiconductors): 
  - 輕摻雜
  - 較少的的電子或電洞濃度
  - 違反包立不相容原理(Pauli's exclusion principle)

## 說明及應用
以N型半导体为例，当掺杂杂质原子之前，在它的能带图中，费米能级{\displaystyle E_{F}}位于价带顶{\displaystyle E_{V}}和导带底{\displaystyle E_{C}}的中线处。如果逐渐添加施主杂质，在轻度掺杂的情况下，杂质原子会形成杂质能级，并通过受热激发的形式向导带提供电子，费米能级将逐渐向导带靠拢。继续增加施主杂质掺杂浓度，当费米能级接近导带底，使得{\displaystyle 0<E_{C}-E_{F}<2k_{0}T}（其中{\displaystyle k_{0}}为波尔兹曼常数，{\displaystyle T}为半导体的热力学温标），这时半导体为弱简并状态；如果费米能级进入导带，即{\displaystyle E_{C}-E_{F}<0}，则半导体处于简并状态。分析处于简并状态下半导体的载流子浓度必须应用严格的费米–狄拉克统计，而不能采用数学计算相对简单的麦克斯韦-玻尔兹曼统计，这是由于导带底附近的量子态基本上都被电子占据（价带顶附近的量子态也基本上都被空穴占据），微观粒子之间的情况必须考虑泡利不相容原理。研究发现，当N型半导体处于简并状态下时，其施主杂质并未完全电离，在室温下硅半导体中只有8.4%的施主杂质电离。
在掺杂程度足够高、进入简并状态的情况下，不同原子的电子会形成共有化运动，即这些原子的电子运动波函数相互重叠，从而使杂质能级形成连续的能带。这个杂质能带填充了原来价带、导带之间的能隙，这样，简并半导体的能隙宽度就减小了，从而显示出一些不同寻常的性质。例如，当温度升高，简并半导体的导电性能不会显著增加。另一方面，简并半导体的载流子浓度尽管比非简并半导体高，但还是远低于金属，因此它们会显示出介于半导体和金属的性质。
许多铜的硫化物都是简并的P型半导体，它们的价带中空穴浓度相对较高。掺杂镁的LaCuOS1-xSex就是这样的一个例子。它是一种宽能隙的P型简并半导体。其空穴浓度基本不随温度改变，这是简并半导体的特征之一。另一个典型的例子是氧化铟锡，由于它的等离子体振荡频率在红外范围，因此它是相当好的导体，而且它在可见光频域为透明的。
重掺杂的简并半导体应用较为广泛。1958年研制成功的隧道二极管就是利用这样的重掺杂简并半导体制成的，其中N型半导体的费米能级进入导带，而P型半导体的费米能级进入价带。这项发明使其发明者江崎玲于奈在1973年被授予诺贝尔物理学奖。
摻雜物的濃度和原本的半導體原子濃度比起來差距非常大，以一個有晶格結構的矽本徵半導體而言，原子濃度大約是5×1022cm−3，而一般積體電路製程裡的摻雜濃度約在1013cm−3至1018cm−3之間。摻雜濃度在1018cm−3以上的半導體在室溫下通常就會被視為是一個「退化態半導體」。因此，重摻雜的半導體其摻雜物濃度約半導體原子的濃度的千分之一以上稱之，而輕摻雜則可能會到十億分之一的比例。